# Ommatius hyalinipennis
Ommatius hyalinipennis är en tvåvingeart som beskrevs av Wulp 1898. Ommatius hyalinipennis ingår i släktet Ommatius och familjen rovflugor. Inga underarter finns listade i Catalogue of Life.